# Freakyforms: Your Creations, Alive!
Freakyforms: Your Creations, Alive!, conegut al Japó com Ikimono Zukuri: Crea-toy (いきものづくり クリエイトーイ Ikimono Zukuri: Kurieitōi) és un videojoc desenvolupat per Asobism Co., Ltd i publicat per Nintendo per a la Nintendo eShop de Nintendo 3DS.
La versió de compra, anomenada Freakyforms Deluxe: Your Creations, Alive! va sortir el 28 de juliol de 2012 a Europa, coincidint amb la Nintendo 3DS XL. La jugabilitat és semblant a la de la versió de descàrrega. Amb el llançament d'aquest, l'original va desaparèixer.

## Jugabilitat
A Freakyforms: Your Creations, Alive!, els jugadors poden crear el seu propi personatge virtual, anomenat "Formee". Els Formees són creats per diverses formes que el jugador decideix. Quan el jugador ja ho ha completat, els jugadors utilitzen la pantalla tàctil de 3DS per fer moure el personatge en el món del joc. A mesura que el jugador explora, se'ls demana que completin les tasques assignades dins d'un termini determinat, com la recol·lecció d'un nombre d'articles o ajudar altres personatges. Mentre el joc continua, les característiques addicionals s'aniran desbloquejant, com la funció d'utilitzar les targetes de realitat augmentada (AR) per prendre imatges de les seves creacions en un ambient del món real.
Els usuaris poden compartir les seves dades utilitzant l'StreetPass que hi ha inclòs en la consola o mitjançant la creació de codis QR que es poden visualitzar amb les càmeres exteriors.

## Freakyforms Deluxe: Your Creations, Alive!
Una seqüela en format físic del joc anomenada Freakyforms Deluxe: Your Creations, Alive! va sortir a Europa el 28 de juliol de 2012 i a Amèrica del Nord el 5 de novembre del mateix any. Aquesta nova versió afegeix funcions com el mode multijugador on els jugadors poden crear Formees junts i buscar accions especials i moltes coses més que s'hi afegeixen. El programari va sortir en format digital a la eShop a Europa el 17 d'agost i a Australàsia el 13 de setembre, mentre que l'original Freakyforms va ser eliminat el dia anterior. A Amèrica del Nord es va eliminar el mateix dia que va sortir. El joc va sortir també al Japó només en format digital com a Oomori! Ikimono Zukuri: Creatoy (大盛り！ いきものづくり クリエイトーイ, Oomori! Ikimono Zukuri: Kurieitōi) el 10 d'abril de 2013, mentre que el primer Freakyforms va ser eliminat el dia abans.

## Recepció
Freakyforms: Your Creations, Alive! ha rebut crítiques mixtes. Lucas Thomas d'IGN va dir que si bé les funcions del joc de creació estaven "bastant ben fetes", els desenvolupadors i després "l'envoltava amb aquest estrany, agitat per trobada conjunta d'idees desesperades que no sempre realment se sent com un joc cohesiu". En la revisió de Nintendo Life, Thomas Whitehead va dir Freakyforms era "un títol que pot donar hores de plaer infantil", encara que hi ha "segments d'exploració repetitius i els problemes de control que són negatius per a ningú".